# Cảng biển Świnoujście
Bản mẫu:Infobox Port
Cảng biển Świnoujście - một cảng biển Ba Lan nằm trên Vịnh Pomeranian, trên bờ biển phía nam của Biển Baltic, trên các đảo Uznam và Wolin. Cảng nằm trên eo biển Świna, ở Świnoujście, ở Tây Pomeranian Voivodeship. Trong cảng có một bến tàu trung chuyển, nhà ga LNG, nhà ga hành khách và bến du thuyền.

## Vị trí
Cảng nằm ở khu vực phía bắc của eo biển Świna, kết nối với vịnh Pomeranian. Nó nằm trên đảo Uznam và Wolin. Cảng chiếm phần trung tâm của thành phố Świnoujście, cả ở phía đông và phía tây.
Ranh giới cảng được thiết lập vào năm 2010 . Khu vực cảng Swinoujscie, chiếm Lưu vực Than và Lưu vực Nam, được loại trừ khỏi cảng biển.
Các cảng winoujście và Szczecin là các cảng biển lớn gần nhất của Cộng hòa Séc và miền đông nước Đức, và đặc biệt cho các khu vực Berlin, Brandenburg và Mecklenburg . Chúng nằm trên tuyến đường ngắn nhất nối Scandinavia với miền trung và nam châu Âu, và trên tuyến hàng hải nối liền Nga và Phần Lan với Tây Âu qua vùng Baltic.

## Hoạt động

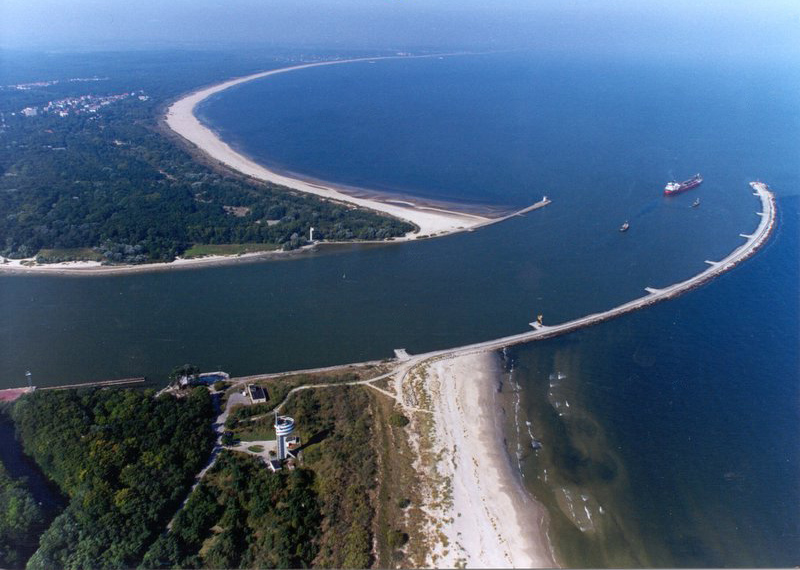
Đê chắn sóng cảng (2006)

Các cảng biển ở Świnoujście và Szczecin có liên quan chặt chẽ với nhau về mặt kinh tế, tạo ra một tập hợp các cảng. Chúng cũng được kết nối bởi một tuyến đường thủy đi qua đầm Szczecin. Tất cả các tàu biển lớn sẽ đến Szczecin, họ phải băng qua cảng Świnoujście. Cả hai cổng được quản lý bởi một công ty tiện ích công cộng - Zarząd Morskich Portów Szczecin và Swinoujście SA.

## Điều hướng

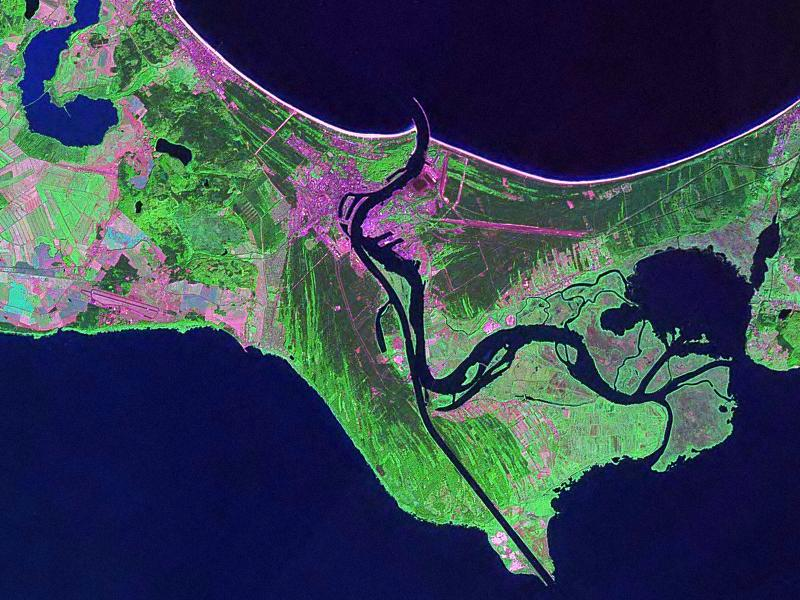
Swina từ vệ tinh

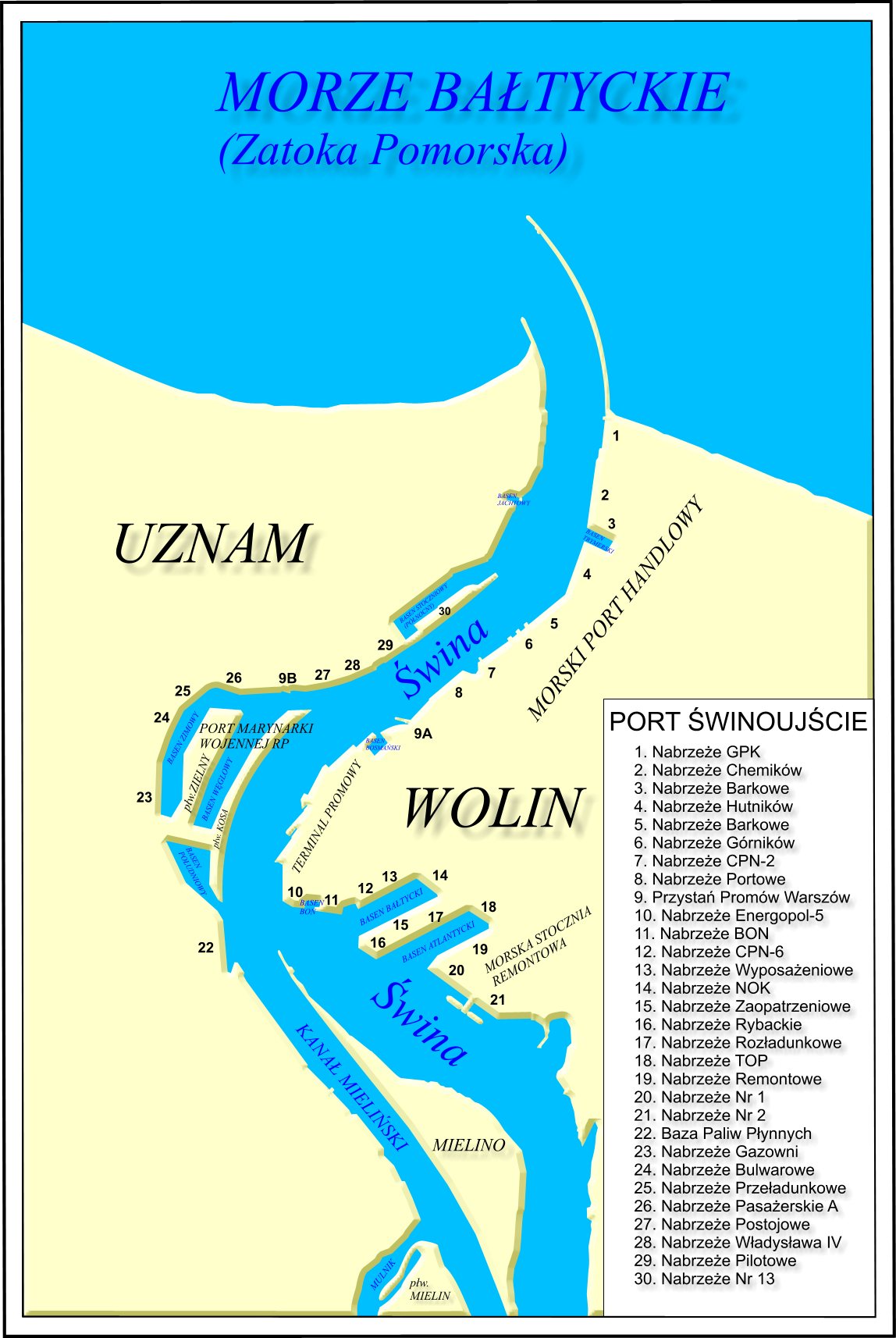
Sơ đồ cảng biển

Cảng có thể ra vào bởi các tàu có chiều dài tối đa 270 m, chiều rộng 50 m và độ ngâm nước 13,50 m (có thể đặt trước) . Kênh vào cảng dài 32 hải lý, rộng 180 đến 200 m, sâu 14 m .

## Cơ sở hạ tầng
Cảng bao gồm hồ chứa Eo biển Świna từ cửa sông đến Lưu vực Barrack ở Karsiborze (10 km theo luồng nước Świnoujście-Szczecin) cũng như các địa hình và hồ chứa liền kề.
Lối vào cảng được bảo vệ bởi hai đê chắn sóng: đê trung tâm - dài 1400 m và phía tây - dài khoảng 300 m [ cần thiết   chú thích ]. 

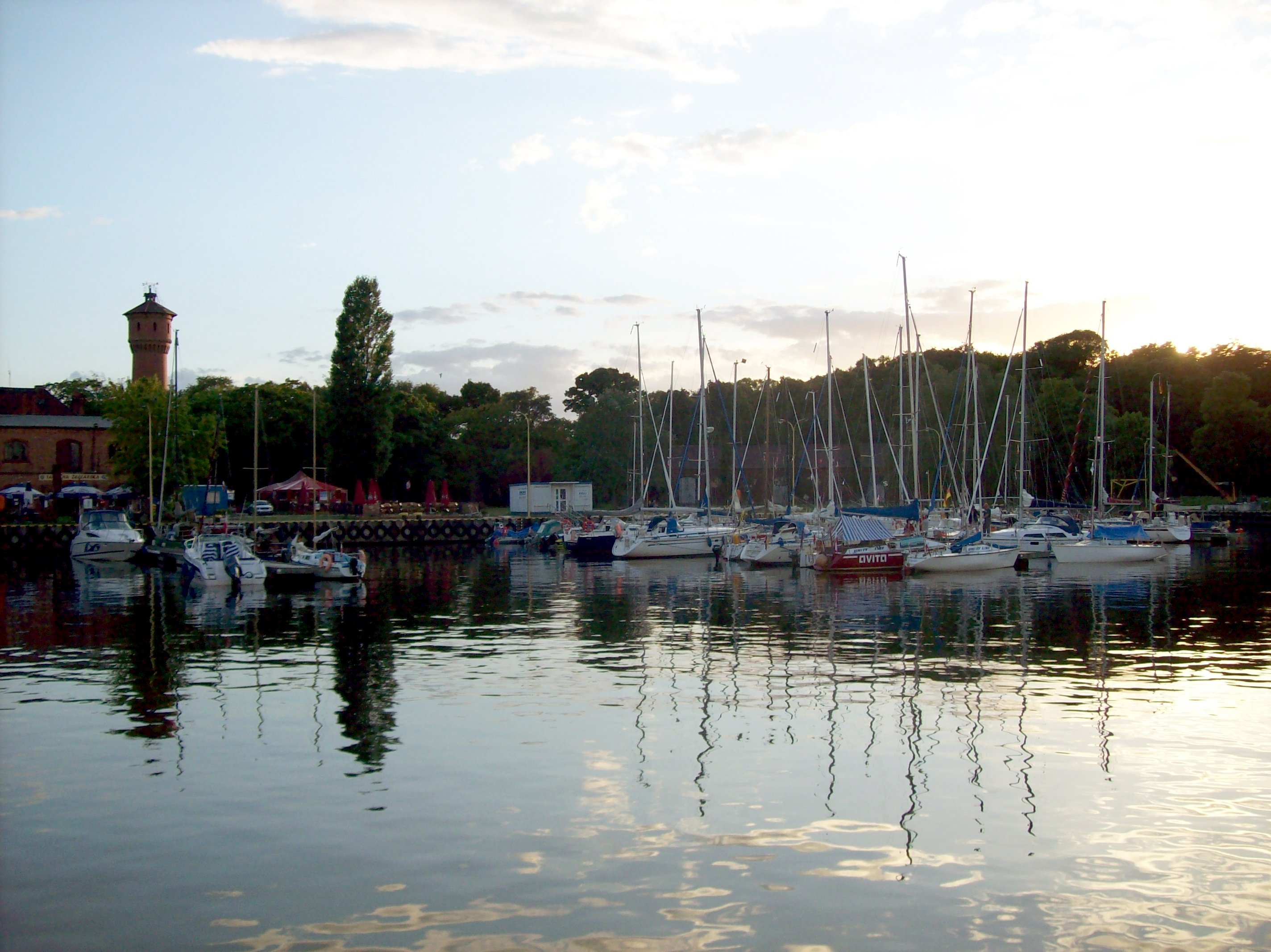
Bến du thuyền ở bể bơi phía Bắc